# أمبروز أوبراين
أمبروز أوبراين هو صناعي كندي، ولد في 27 مايو 1885 في رنفرو ‏ في كندا، وتوفي في 25 أبريل 1968.